# Åkers styckebruk

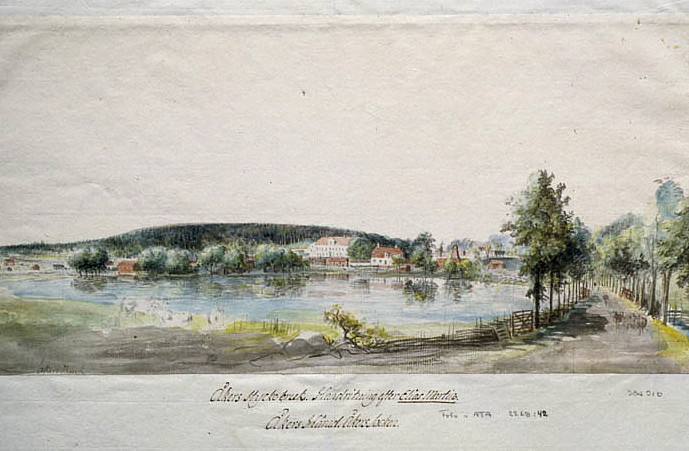
Vy över Åkers Styckebruk på 1780-90-talet. Akvarellerad pennteckning av Elias Martin.

Åkers styckebruk är en tätort i Strängnäs kommun. Orten har under medeltiden först vuxit upp kring Åkers kyrka men utvidgades avsevärt då bruksorten anlades.

## Historia
Styckebruket grundades omkring 1580 av Karl IX.  Kanontillverkningen i kanongjuteriet pågick mellan 1588 och 1866. Malmen hämtades från närbelägna Skottvångs gruva och Utö. Bruket har fått ge namn åt hela samhället, som senare även kom att innehålla Åkers krutbruk.
I slutet av 1700-talet förvärvades styckebruket av den från Tyskland invandrande familjen Wahrendorff. Tre generationer med Joachim Daniel Wahrendorff (far), Anders von Wahrendorff (son) och Martin von Wahrendorff (sonson) drev bruket mellan 1772 och 1861. Även om styckebruket vid Åker inte var det största i landet, levererade det stadigt en mängd kanoner både till Sverige och andra länder. År 1840 framställde här Martin von Wahrendorff en av de första kanonerna med fungerande bakladdningsmekanism. 
År 1895 öppnades Norra Södermanlands järnväg som gick mellan Södertälje och Eskilstuna. Från Åkers styckebruk utgick även en bibana till Strängnäs. Järnvägen är nu riven då den ersatts av Svealandsbanan som går via Läggesta (Mariefred). Under den perioden inleddes även en produktion av civila produkter, bland annat Åkersplogen, som tillverkades från 1840 fram till 1940-talet, och (från 1806) valsar för stål- och metallindustrin.
Husen vid Bruksallén 1, Bruksallén 2, Bruksallén 4 och Bruksallén 14 är sedan november 2015 lagskyddade byggnadsminnen. Till den lagskyddade bebyggelsen hör även Täby fäbod, möjligen uppförd på 1570-talet, och det intilliggande Kossvatorpet. Herrgården och dess byggnader har inget lagskydd.

## Bruksmiljön i nutid
I anslutning till Åkers Sweden ligger den välbevarade historiska bruksmiljön med sina talrika byggnader från 1700- och 1800-talen. Anläggningen har de senaste decennierna genomgått en upprustning som belönades 1993 med Europa Nostra-diplomet. Nuvarande ägare är AB Åkers Styckebruk.
Bland byggnaderna märks:
- Masugnen från 1795 (innehåller numera bruksarkivet).
- Motstugan.
- Åkers Herrgård från 1757.
- Bruksgården.
- Huvudkontoret.
- Disponentvillan.
- Bruksmuseet (i det gamla sädesmagasinet från 1790-talet.)
- Mejeriet.
- Kvarnen.
- Ridhuset från 1866.
- Stallbyggnaderna.
- Ladugården.

### Befolkningsutveckling
| Befolkningsutvecklingen i Åkers styckebruk 1950–2020                                                                                           | Befolkningsutvecklingen i Åkers styckebruk 1950–2020 | Befolkningsutvecklingen i Åkers styckebruk 1950–2020 | Befolkningsutvecklingen i Åkers styckebruk 1950–2020 | Befolkningsutvecklingen i Åkers styckebruk 1950–2020 |
| --- | ---------------------------------------------------- | ---------------------------------------------------- | ---------------------------------------------------- | ---------------------------------------------------- |
| |                                                      |                                                      |                                                      |                                                      |
| År |                                                      |                                                      | Folkmängd                                            | Areal (ha)                                           |
| 1950 | 1950                                                 |                                                      | 1 038                                                |                                                      |
| 1960 | 1960                                                 |                                                      | 1 168                                                |                                                      |
| 1965 | 1965                                                 |                                                      | 2 280                                                |                                                      |
| 1970 | 1970                                                 |                                                      | 2 584                                                |                                                      |
| 1975 | 1975                                                 |                                                      | 2 572                                                |                                                      |
| 1980 | 1980                                                 |                                                      | 2 557                                                |                                                      |
| 1990 | 1990                                                 |                                                      | 2 769                                                | 283                                                  |
| 1995 | 1995                                                 |                                                      | 2 824                                                | 285                                                  |
| 2000 | 2000                                                 |                                                      | 2 792                                                | 288                                                  |
| 2005 | 2005                                                 |                                                      | 2 730                                                | 289                                                  |
| 2010 | 2010                                                 |                                                      | 2 891                                                | 303                                                  |
| 2015 | 2015                                                 |                                                      | 2 980                                                | 280                                                  |
| 2020 | 2020                                                 |                                                      | 3 000                                                | 293                                                  |
| Anm.: Sammanvuxen med Åkers krutbruk 1965. Namnändring 1970 från Åkers styckebruk till Åker. Namnändring 1980 från Åker till Åkers styckebruk. |                                                      |                                                      |                                                      |                                                      |

## Näringsliv
Både Åkers styckebruk och Åkers krutbruk är fortfarande fungerande industrier i välbevarade bruksmiljöer. Här tillverkas valsar för valsning av grovplåt (till exempel fartygsplåt) samt varm- och kallvalsad tunnplåt (bland annat för bilar). Mer än 85 procent av produktionen går på export. Omsättningen uppgår till 450 miljoner kronor. Åkers Sweden är med 350 anställda största privata arbetsgivaren i Strängnäs kommun.

## Galleri

### Historiska bilder

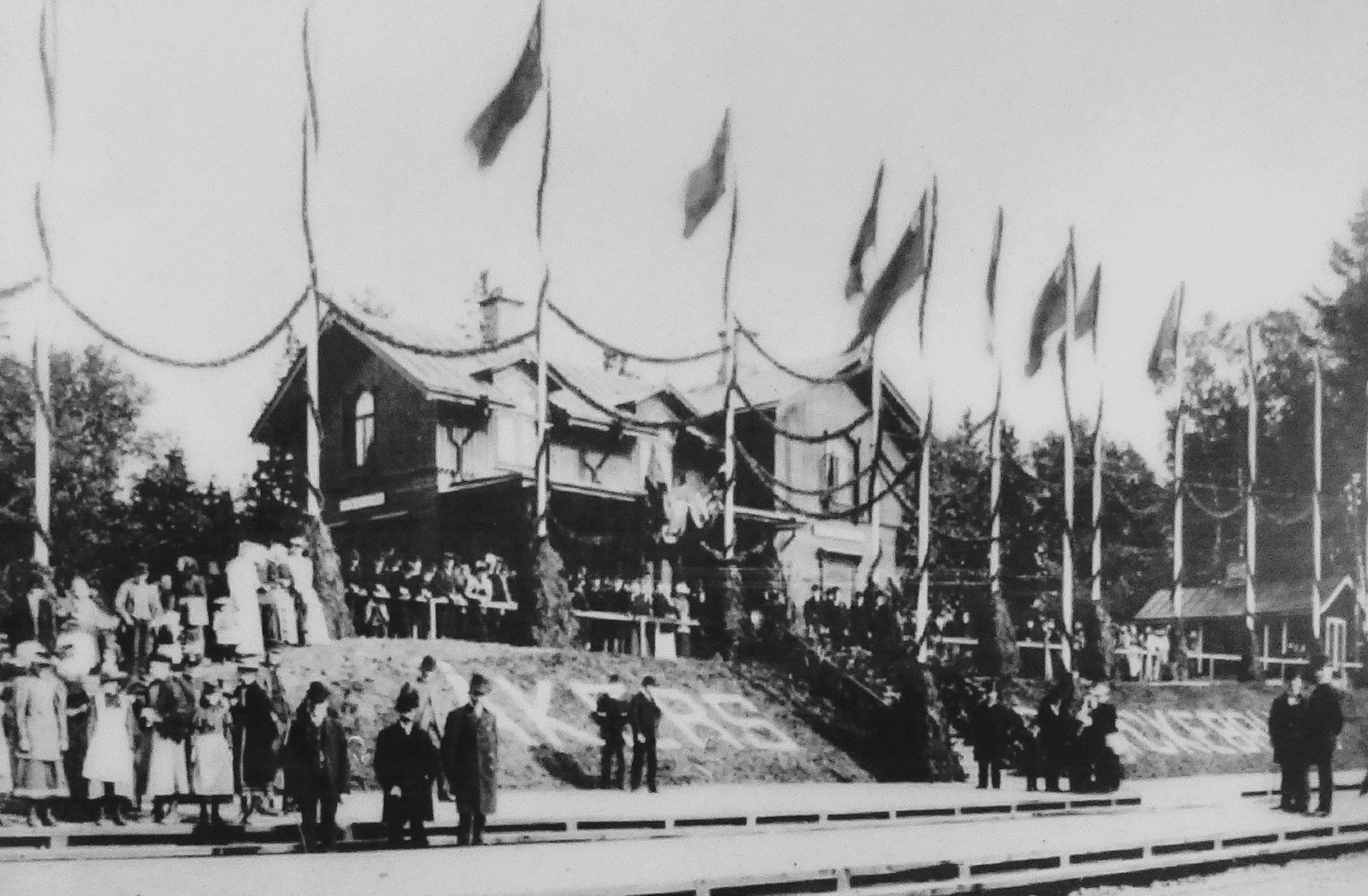
Invigning av järnvägsstationen 1895.
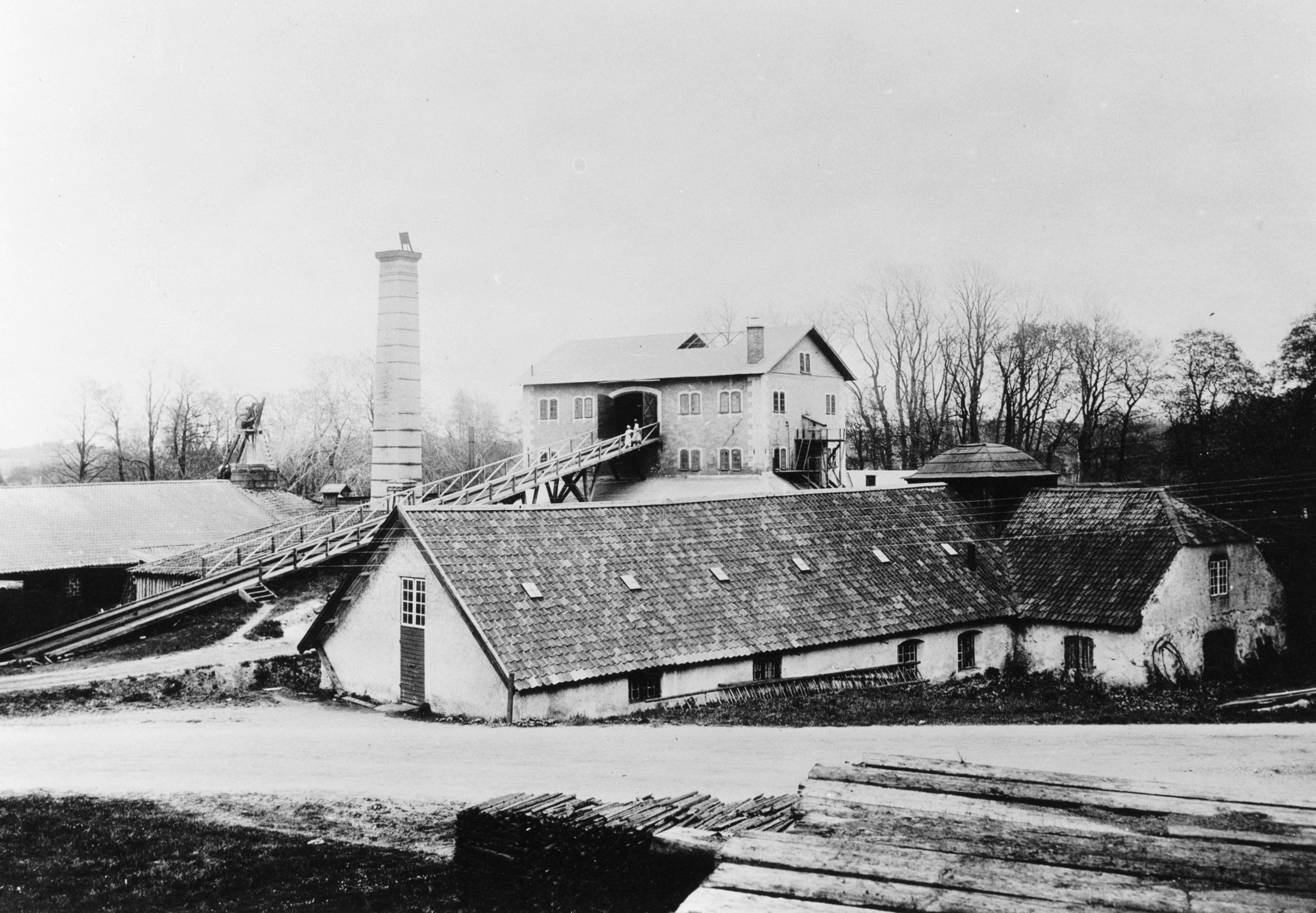
Gamla masugnen och motstugan i förgrunden, 1900.
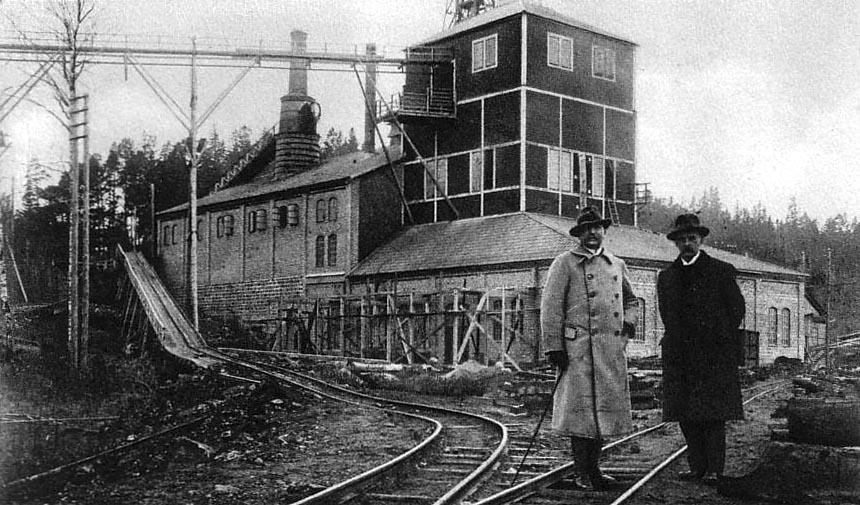
Åkers masugn på 1920-talet.
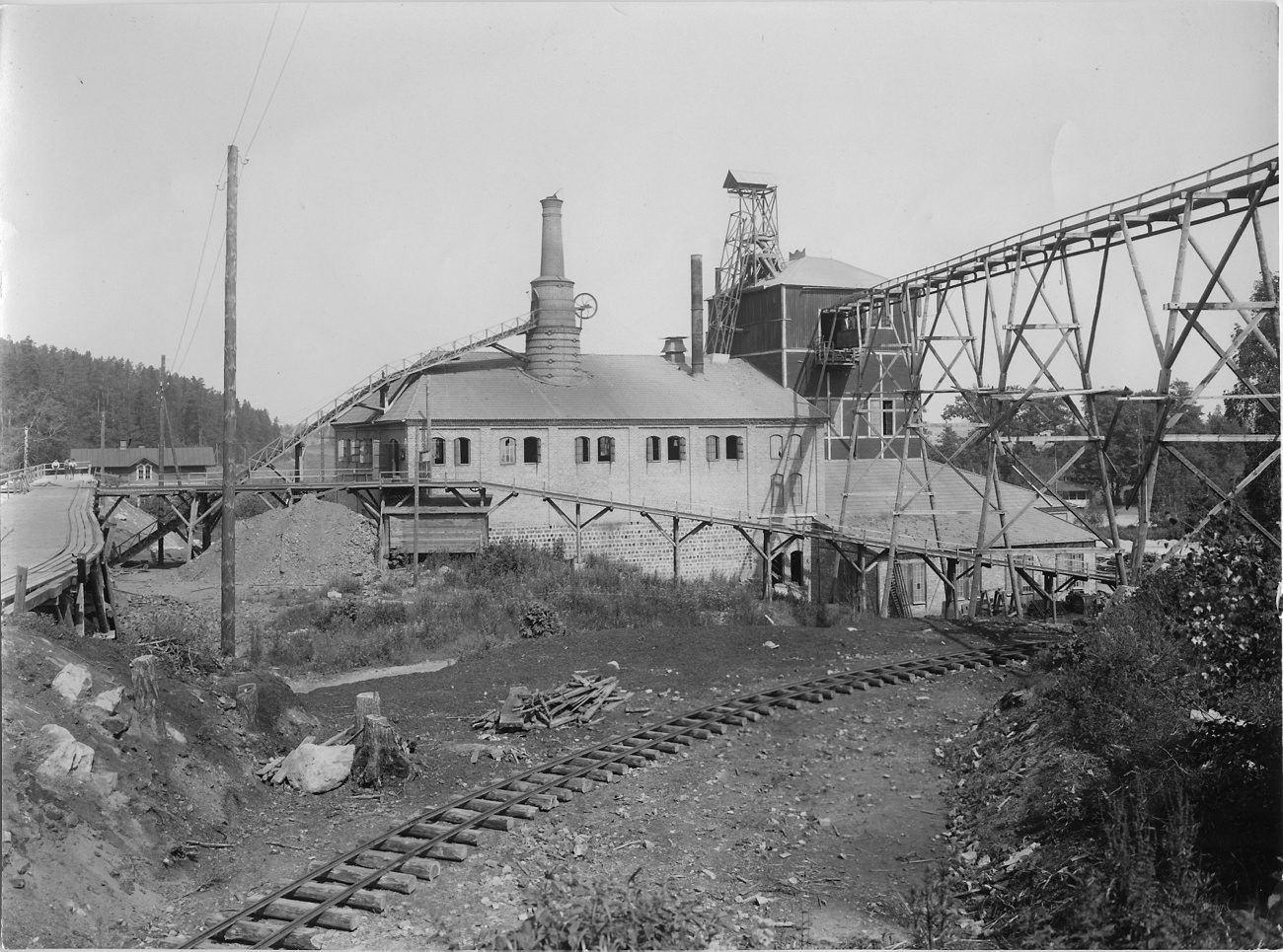
Nya hyttan, uppförd 1916.
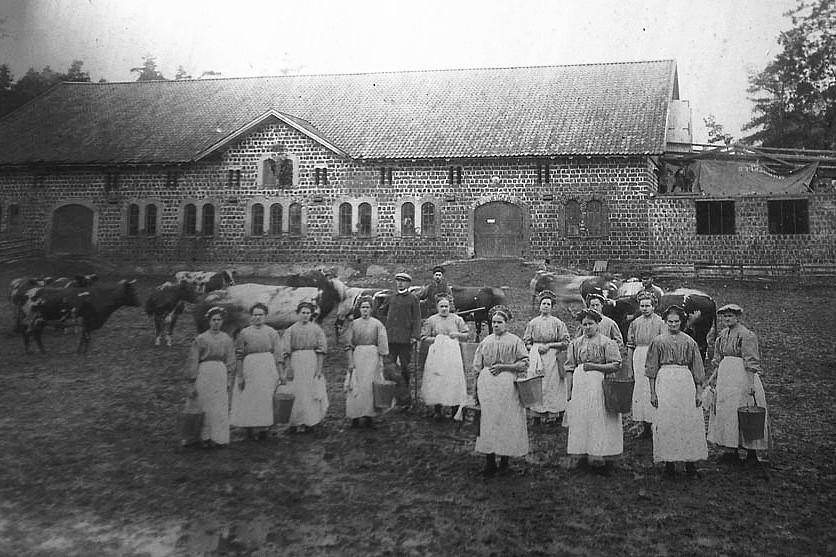
Åkers styckebruk, mjölkerskor framför ladugården, 1910.

### Byggnader

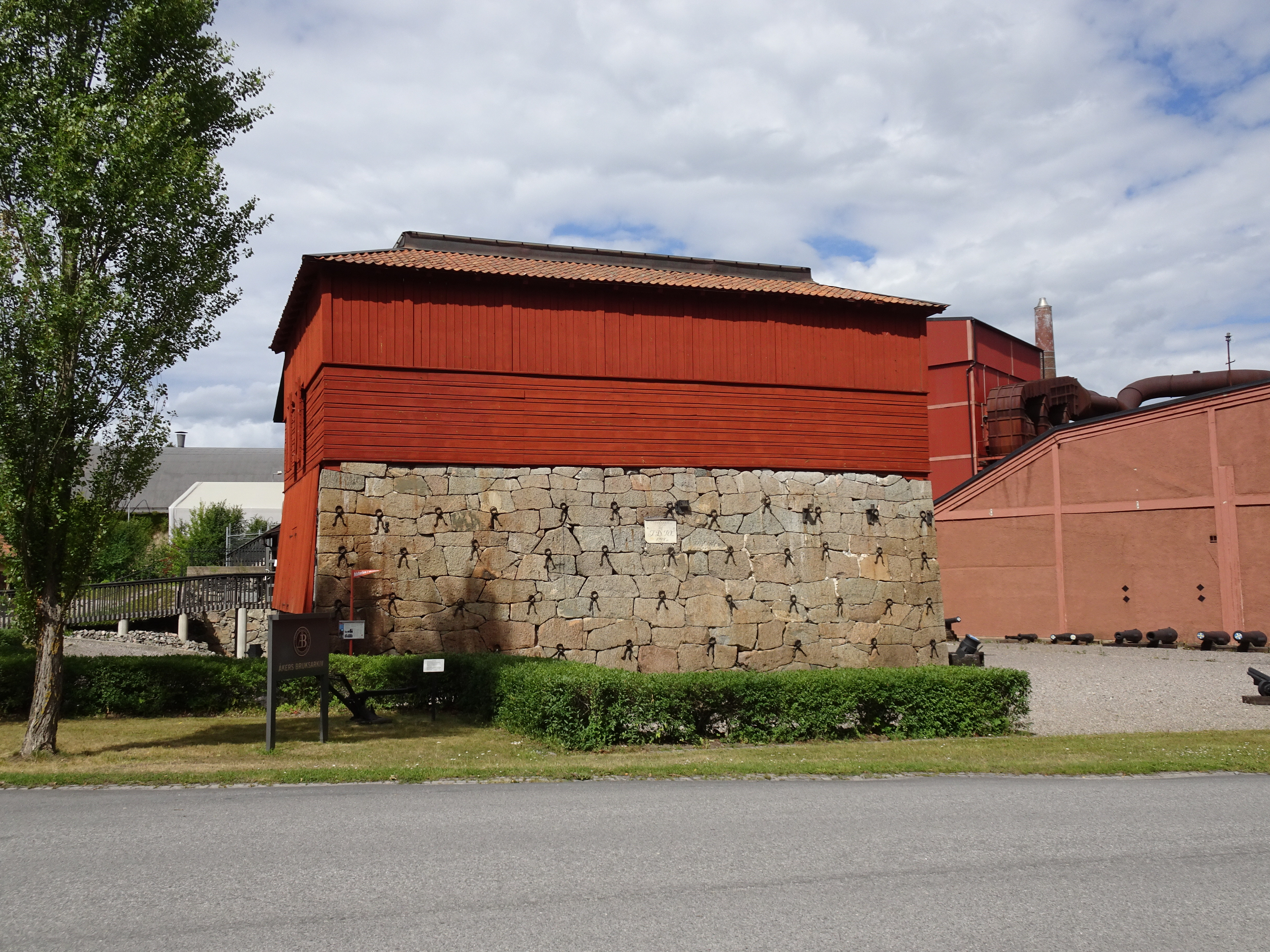
Masugnen innehåller numera brukets arkiv.
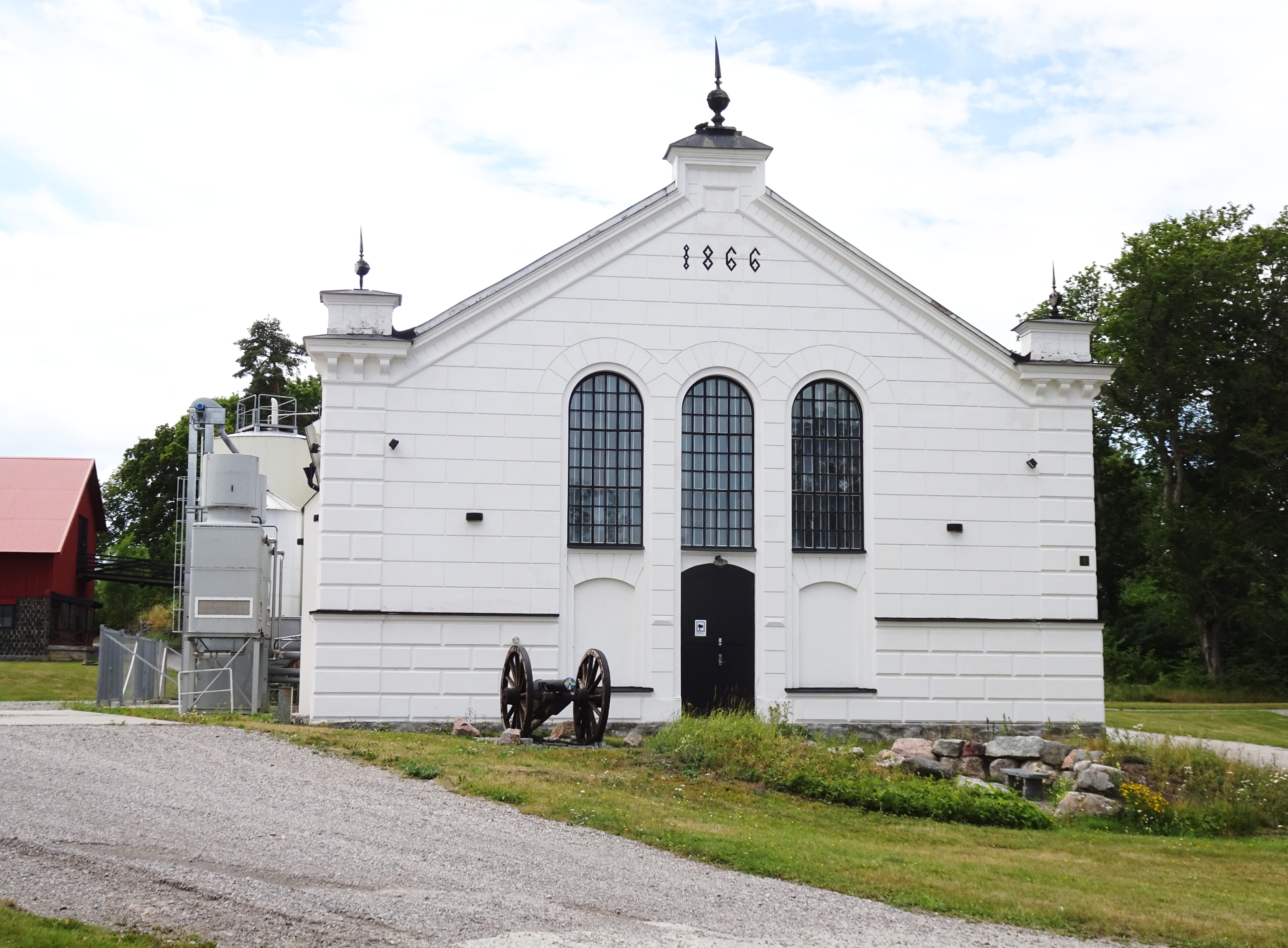
Ridhuset.
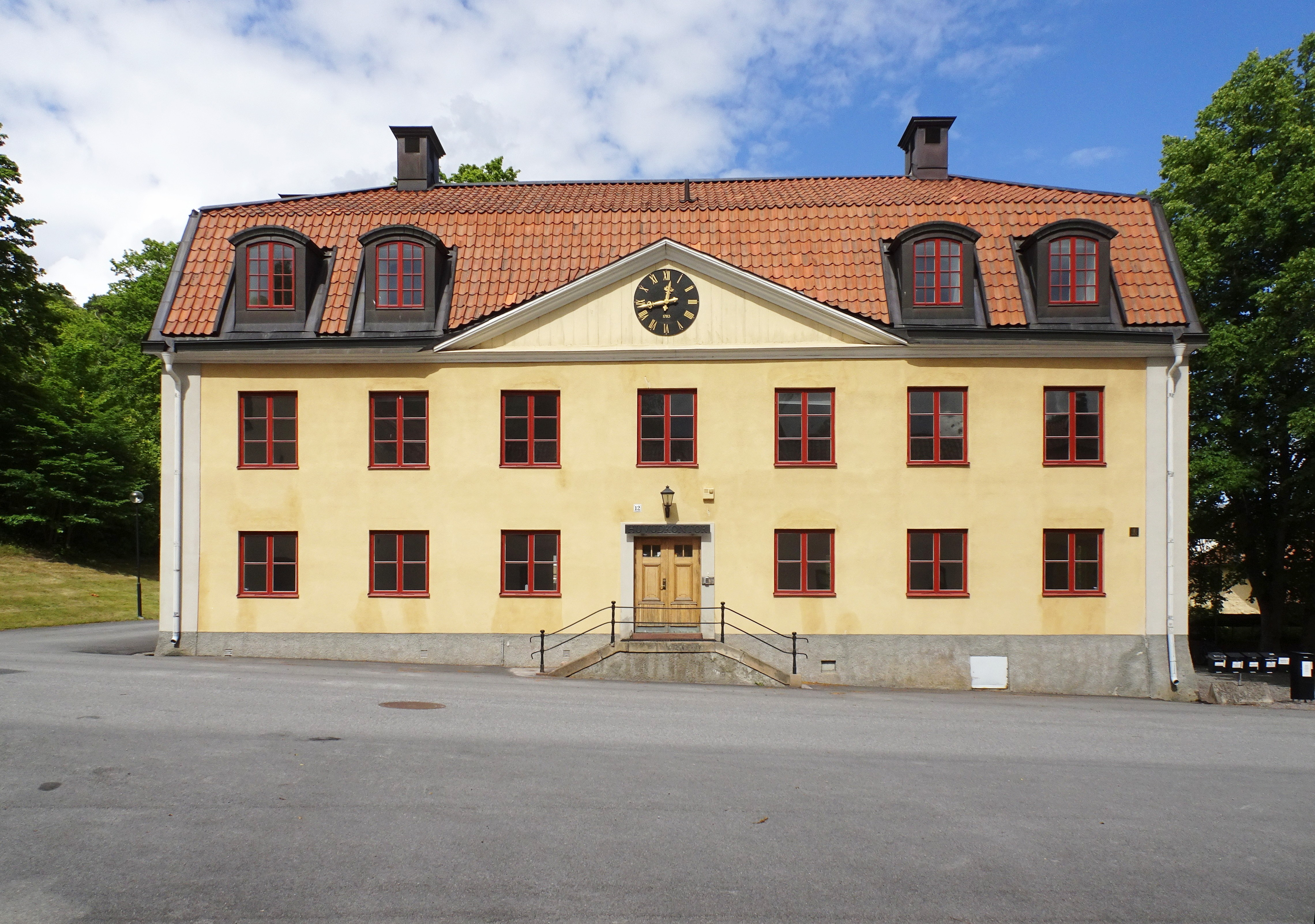
Åkers styckebruk, huvudkontor.
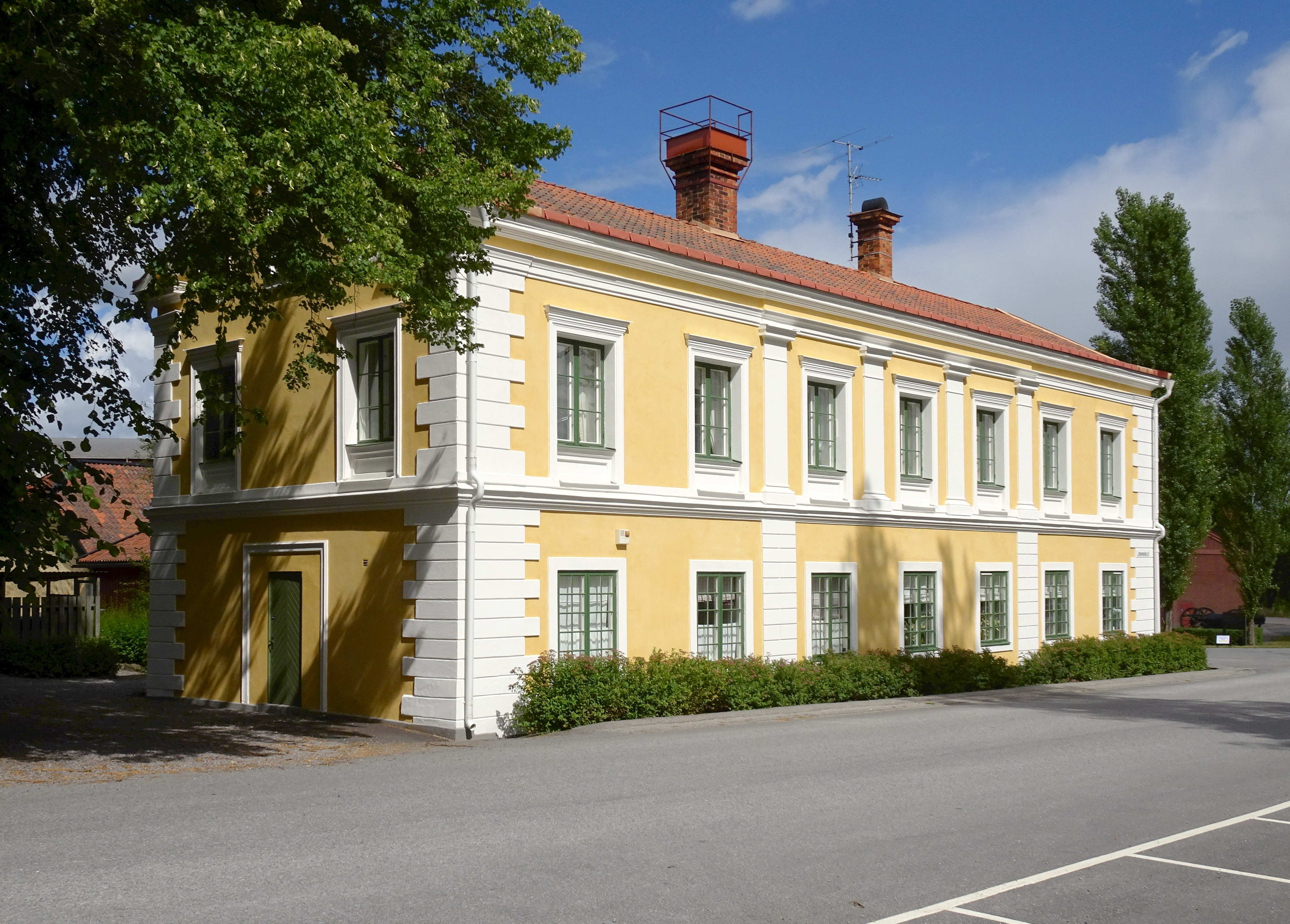
Åkers styckebruk, bruksgården.
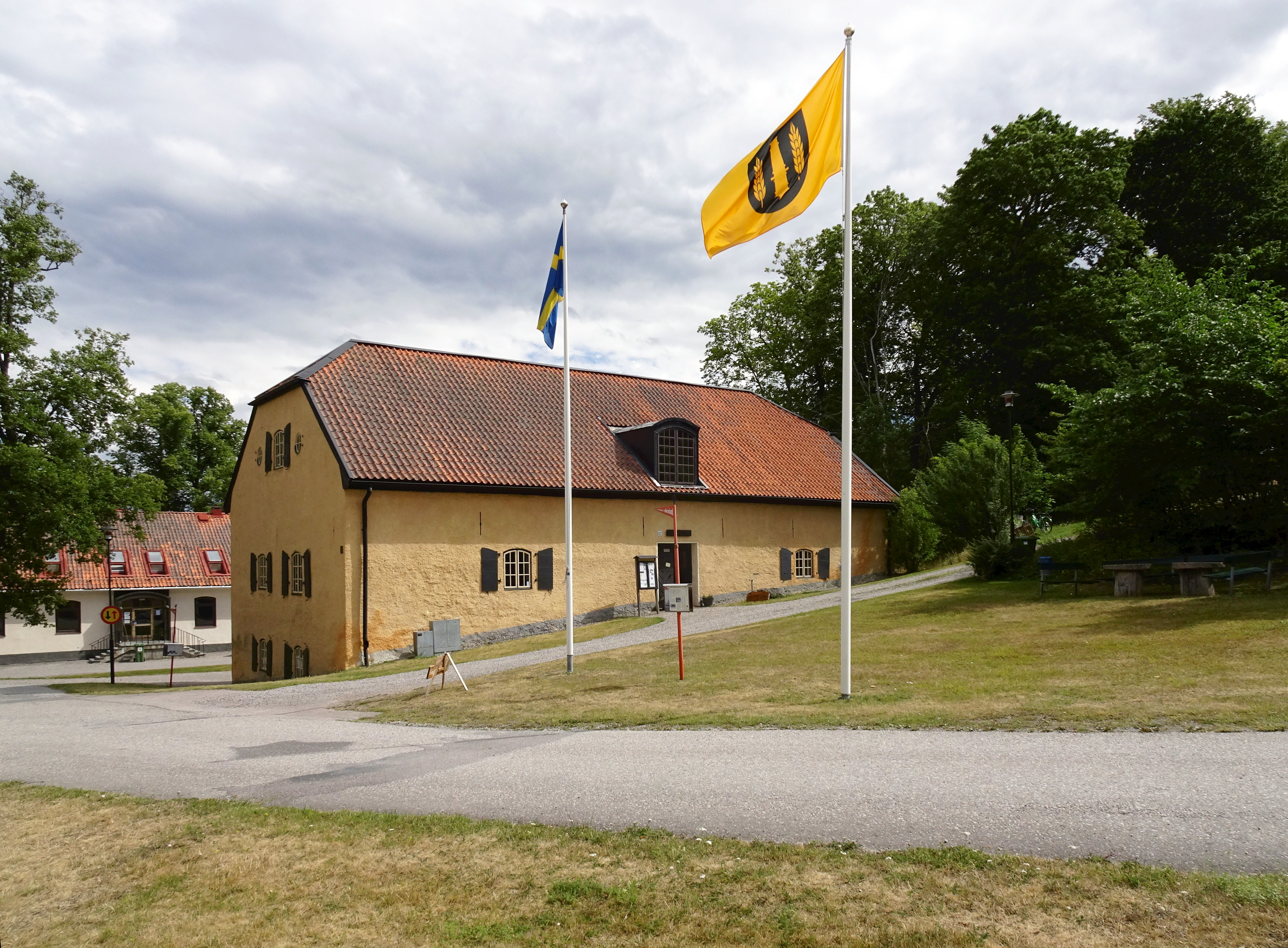
Bruksmuseet.
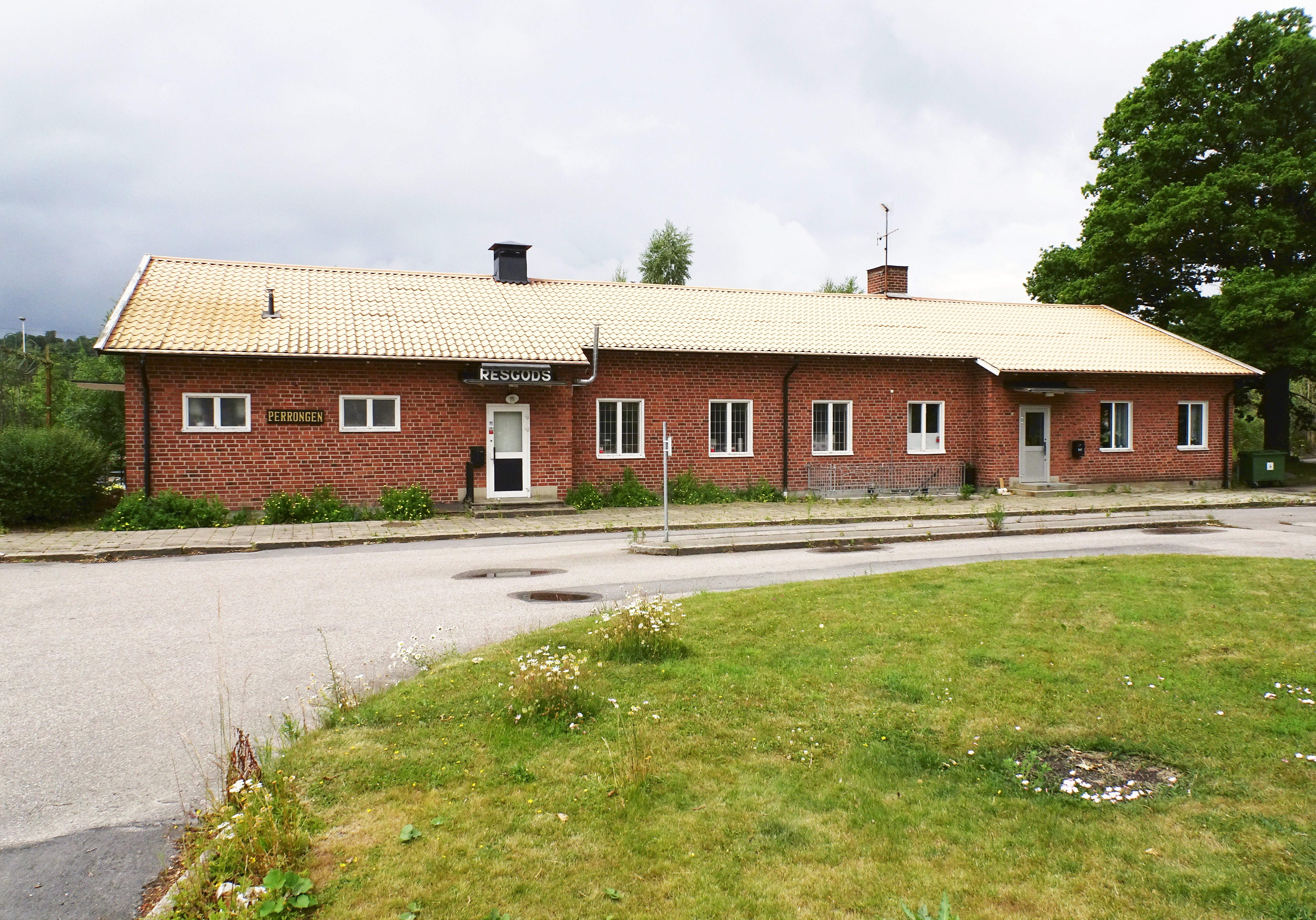
Tidigare stationshus, senare busshållplats Åkers styckebruk.